# Cyrtopodion gastrophole
Cyrtopodion gastrophole är en ödleart som beskrevs av  Werner 1917. Cyrtopodion gastrophole ingår i släktet Cyrtopodion och familjen geckoödlor. IUCN kategoriserar arten globalt som otillräckligt studerad. Inga underarter finns listade i Catalogue of Life.